# Flags of Our Fathers
Flags of Our Fathers è un film del 2006 diretto da Clint Eastwood e scritto da William Broyles Jr e Paul Haggis. Nello stesso anno Eastwood ha diretto un secondo film sulla stessa battaglia intitolato Lettere da Iwo Jima, che però ritrae il punto di vista giapponese.
Basato sull'omonimo libro scritto da James Bradley e Ron Powers, descrive la battaglia di Iwo Jima dal punto di vista dei marines statunitensi. È la ricostruzione di come tre di sei marines che furono fotografati nell'atto di innalzare la bandiera statunitense sul suolo giapponese di Iwo Jima siano stati fagocitati dalla macchina di propaganda statunitense come simbolo tangibile della imminente vittoria sul nemico ed al contempo per raccogliere fondi da destinare ai bilanci di guerra.

## Trama
La trama del film ruota intorno alla celebre fotografia scattata dal Premio Pulitzer Joe Rosenthal durante la battaglia di Iwo Jima, foto che ritrae cinque marines ed un marinaio intenti ad issare una bandiera statunitense sul monte Suribachi. Lo scrittore James Bradley, figlio di uno degli uomini che alzarono la bandiera statunitense (l'infermiere della marina John "Doc" Bradley), decide di cercare e intervistare altri reduci della campagna militare e chiedere loro cosa realmente fosse successo in quei giorni.
Bradley constata presto che molte delle cose che il mondo crede di sapere sulla foto e sulla battaglia sono sbagliate, soprattutto perché essa fu assunta come simbolo della vittoria mentre in realtà fu scattata solamente durante il quinto di quaranta giorni di sanguinosa battaglia. Ma la fotografia divenne rapidamente una immagine fortemente simbolica, e il governo ritenne di poterla usare come potente mezzo di propaganda.
Il film si dipana dunque su due piani temporale differenti, il primo dove la voce narrante del figlio di "Doc" Brandley racconta le vicissitudini del padre di René Gagnon e Ira Hayes, ossia tre Marines sopravvissuti dei sei che alzarono la bandiera sul Suribachi, che riportati in patria furono al centro di un tour propagandistico per aiutare il governo a far acquistare alla popolazione i cosiddetti "titoli di guerra" (War Bonds).
Nel secondo piano temporale invece il film si concentra sui combattimenti a Iwo Jima, dove i sanguinosi scontri causarono la morte degli altri componenti della fotografia, ossia Harlon Block (confuso fino al 1947 con Hank Hansen), Franklin Sousley e Michael Strank.

## Produzione
In un'intervista del 2006, Paul Haggis ha dichiarato che Clint Eastwood ha girato il film, costato 55 milioni di dollari, in circa cinquanta giorni. Il film è una produzione Malpaso Productions, Amblin Entertainment e DreamWorks Pictures, distribuito dalla DreamWorks Pictures in tutto il mondo e dalla Warner Bros. Pictures negli Stati Uniti.

## Distribuzione
Flags of Our Fathers è uscito nelle sale italiane il 10 novembre 2006, in quelle giapponesi il 9 dicembre e in quelle americane il 20 dicembre.

## Riconoscimenti
Nel 2006 Flags of Our Fathers è stato inserito nella lista dei migliori dieci film dell'anno dal National Board of Review of Motion Pictures. Il regista Clint Eastwood è stato candidato come miglior regista ai Golden Globe 2007. Inoltre il film è stato candidato per due Premi Oscar 2007: miglior sonoro e miglior montaggio sonoro.